# Gôh
Pour les articles homonymes, voir Goh.
Le Gôh, (anciennement Fromager), est une région de Côte d'Ivoire, en Afrique de l'Ouest, qui a pour chef-lieu la ville de Gagnoa. Elle prend son nom actuel à la suite du redécoupage administratif de septembre 2011.
Cette région est située au centre-ouest du pays entre les régions du Bélier à l'est, de l'Agnéby-Tiassa au sud-est, du Lôh-Djiboua au sud, du Nawa à l'ouest, du Haut-Sassandra au nord-ouest, de la Marahoué au nord, et du district de Yamoussoukro au nord-est. 
La région est composée de deux départements : Gagnoa et Oumé. 
Avec la région du Lôh-Djiboua (au sud), elle constitue le district du Gôh-Djiboua.
Cette région est peuplée en majorité par les Bétés, mais on y trouve aussi d'importantes communautés dioulas, baoulés, gouros… Elle a une superficie de 6 900 km2 et une population est de 985 282 en 2021.
Il s'agit de la région d'origine de l'ex-président de la république, Laurent Gbagbo.
L'essentiel de l'économie de la région se rapporte au cacao et à l'industrie du bois.

## Démographie
| 1988    | 1998    | 2010    | 2021    |
| ------- | ------- | ------- | ------- |
| 417 485 | 542 992 | 772 368 | 985 282 |

## Départements et villes
- Gagnoa
- Oumé
  - Guibéroua
  - Ouaragahio
  - Gnagbodougnoa
  - Dignago
  - Bayota
  - Doubé
  - Galebouo
  - Serihio
  - Oumé
  - Guépahouo
  - Tonla
  - Diégonéfla

## Politique
Joachim Djédjé (Parti démocratique de Côte d'Ivoire – Rassemblement démocratique africain, PDCI) est élu président du conseil régional lors de l'élection régionale d'avril 2013 avec 61,7 % des voix face au candidat du Rassemblement des républicains (RDR) Alexis Sahiry N'Guessan-Zekré (38,3 %). Soutenu par le Rassemblement des houphouëtistes pour la démocratie et la paix (RHDP), Djédjé est réélu avec 55,8 % des voix lors de l'élection régionale d'octobre 2018 face au candidat du PDCI Théodore Kouassi Bodi (42,0 %). Lors de l'élection de septembre 2023, Djédjé, candidat du RHDP, est réélu avec 41,4 % des voix devant Sébastien Djédjé Dano (PPA-CI, 39,4 %) et André Logbo (PDCI, 19,2 %).